# Triclistus minutus
Triclistus minutus är en stekelart som beskrevs av Carlson 1966. Triclistus minutus ingår i släktet Triclistus och familjen brokparasitsteklar. Inga underarter finns listade i Catalogue of Life.